# جان ثا
جان ثا (انگلیسی: John Thaw؛ ۳ ژانویهٔ ۱۹۴۲ – ۲۱ فوریهٔ ۲۰۰۲) بازیگر اهل بریتانیا بود. وی بین سال‌های ۱۹۶۰ تا ۲۰۰۱ میلادی فعالیت می‌کرد و بارها نامزد دریافت جایزهٔ بفتای بهترین بازیگر مرد و یک بار هم نامزد دریافت جایزه بفتای بهترین بازیگر نقش مکمل مرد شد. او در سال ۲۰۱۱ بفتا فلوشیپ دریافت کرد.
از فیلم‌ها یا برنامه‌های تلویزیونی که وی در آن نقش داشته است، می‌توان به سوئینی، چاپلین، آزادی را فریاد کن و تنهایی یک دونده استقامت اشاره کرد.